# Bernardo Larraín Vial
Bernardo Larraín Vial (Santiago, 27 de agosto de 1914-Santiago, 12 de octubre de 2009) fue un abogado y político conservador chileno. Se desempeñó como diputado de la República en representación de la 7ª Agrupación Departamental (Santiago), durante dos períodos legislativos consecutivos entre 1949 y 1957. Luego, ejerció como senador en representación de la 4ª Agrupación Provincial (Santiago), en el período 1957-1965.

## Familia y estudios
Nació en Santiago, el 27 de agosto de 1914; hijo del exdiputado Bernardo Larraín Cotapos y Teresa Vial Sánchez Realizó sus estudios secundarios en el Colegio de los Sagrados Corazones de Santiago. Finalizada su etapa escolar, ingresó a la Universidad de Chile y posteriormente a la Pontificia Universidad Católica (PUC), donde se tituló de abogado, en 1939, con la presentación de la tesis: La Lesión.
Se casó con Manuela Troncoso, con quien tuvo una hija, María Soledad.

## Carrera profesional
Ejerció su profesión, especializándose en juicios civiles; se asoció con los abogados Francisco Bulnes Sanfuentes y Jorge Castillo I.
También se dedicó al área de la construcción, desempeñándose como administrador general y socio de la firma Gana y Larraín Ltda.
En otro ámbito, se desempeñó como gerente de la Sociedad Balneario de Los Romeros de Concón en 1943 y como director de la Sociedad Cooperativa de Habitaciones El Hogar Propio. En 1947, trabajó en la Compañía Textil Sudamericana, presidiéndola.
Entre otras actividades, fue director de Golf y Deportes Lomas de la Dehesa, S.A.

## Carrera política
Inició sus actividades políticas al integrarse al Partido Conservador Tradicionalista, donde fue nombrado jefe del movimiento de la Juventud de la colectividad.
En las elecciones parlamentarias de 1949, fue elegido como diputado por la Séptima Agrupación Departamental (Santiago), 1° Distrito, por el período legislativo 1949-1953. Durante su gestión fue diputado reemplazante en la Comisión Permanente de Gobierno Interior; en la de Relaciones Exteriores; en la de Hacienda y en la de Defensa Nacional; e integró la Comisión Permanente de Trabajo y Legislación Social. Fue además, miembro del Comité Parlamentario del Partido Conservador.
En las elecciones parlamentarias de 1953, fue reelegido como diputado por la misma Agrupación y Distrito, por el período 1953-1957. En esa oportunidad integró la Comisión Permanente de Relaciones Exteriores y la de Hacienda, y continuó siendo miembro del Comité Parlamentario Conservador.
Finalizada su labor diputacional, se incorporó al Partido Conservador Unido y en las elecciones parlamentarias de 1957, se presentó como candidato a senador, por la Cuarta Agrupación Provincial (Santiago), por el período 1957-1965, resultando elegido. Integró la Comisión Permanente de Gobierno Interior; la de Minería; la de Hacienda; la de Economía y Comercio y la Comisión Permanente de Policía Interior. Tras la senaturía, se convirtió en el último presidente de su partido entre 1965 y 1966, antes de su disolución y la fundación del Partido Nacional.
Falleció en Santiago de Chile, el 12 de octubre de 2009.